# Gotlandslins
Gotlandslinsen är torkade åkerlinsfrön (Lens culinaris) från Gotland. Sedan mars 2024 har gotlandslinsen skyddad ursprungsbeteckning inom Europeiska unionen.

## Historia
Åkerlinsen är en kulturväxt som odlats traditionellt under lång tid. I sydvästra Asien började människan odla linsen redan för 10 000 år sedan. Åkerlinsen tros ha kommit till Gotland under den tidiga medeltiden, förmodligen genom kyrkan och klosterväsendet.
Framför allt under 1800-talet odlades linser på Gotland i stor omfattning. Linserna odlades inte sällan i de jordmåner som inte passade för andra grödor. Från mitten av 1900-talet minskade dock omfattningen av odlingen betydligt i och med jordbrukets rationalisering.
I mars 2024 beviljade Europeiska unionen gotlandslinsen statusen skyddad ursprungsbeteckning.

## Kännetecken
Gotlandslinsen är relativt liten till storleken. Färgen är i regel orange med drag av gult eller grönt. Den kan även ha en lätt rosa ton. Skalet hos gotlandslinsen är förhållandevis tunt och linsen är fast i köttet.
Enligt villkoren för den skyddande ursprungsbeteckningen ska gotlandslinsen vara producerad på antingen Gotland eller Fårö, alternativt någon intilliggande småö. Dock ej Stora Karlsö eller Lilla Karlsö.